# Wysoka Głogowska
Wysoka Głogowska es una pequeña aldea polaca situada en el distrito administrativo de Głogów Małopolski, en el condado de Rzeszów situado a su vez en el Voivodato de Subcarpacia, una de las 16 provincias de la República de Polonia. Entre 1975 y 1998 el pueblo estuvo bajo administración de la desaparecida provincia de Rzeszow (en polaco: województwa rzeszowskiego). 
Se encuentra a unos 4 kilómetros al sureste de Głogów Małopolski, una población algo más grande que Wysoka. A 13 kilómetros al norte de la localidad se encuentra la capital regional, Rzeszów.
Según el último censo posee una población de 2208 habitantes. La aldea es la sede de la parroquia de Nuestra Señora del Rosario (en polaco: Matki Bożej Różańcowej), perteneciente al decanato Głogów Malopolska de la diócesis de Rzeszów.

## Galería

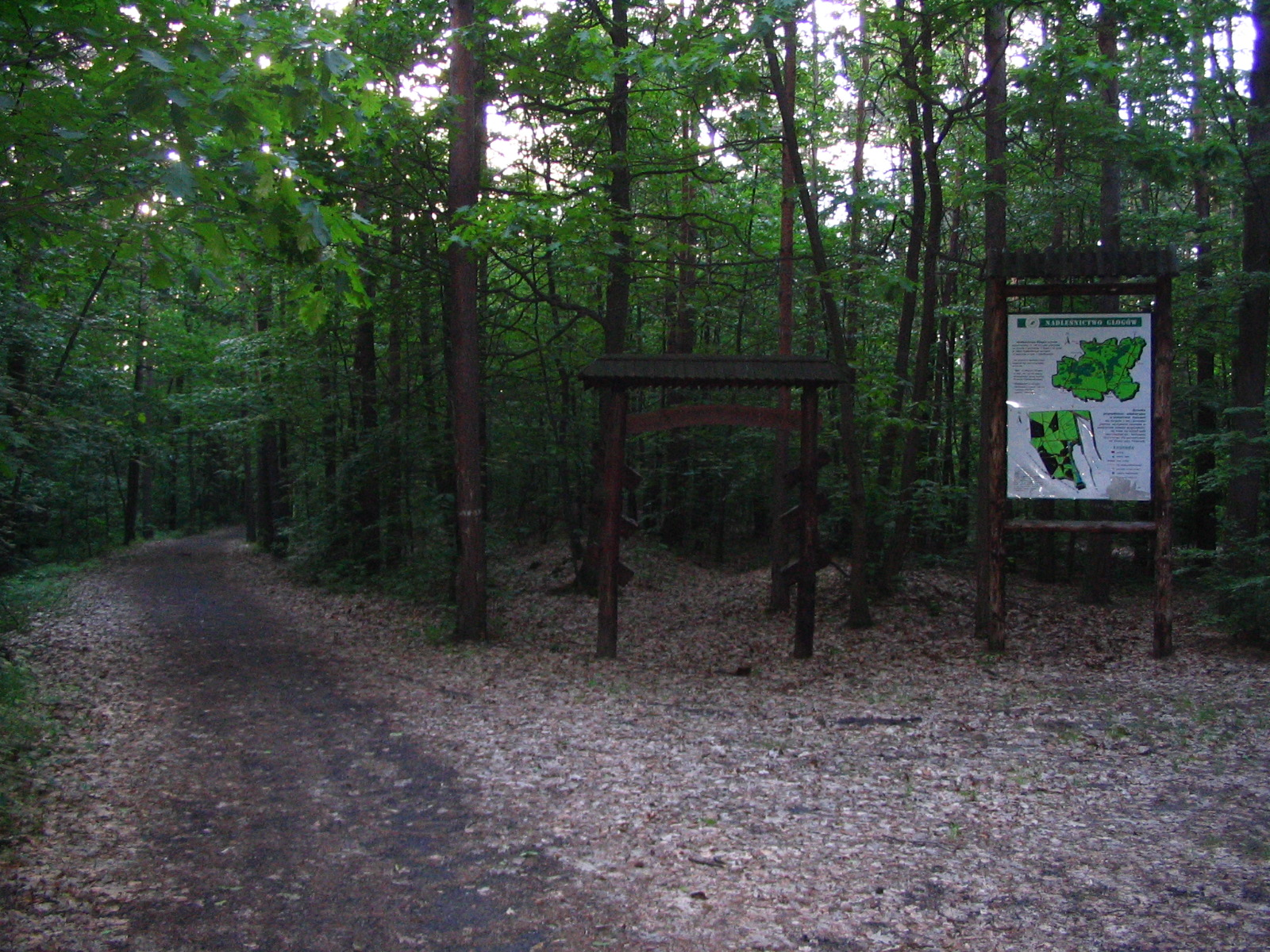
Zona boscosa propia de Głogów Małopolski, distrito administrativo donde se encuentra Wysoka
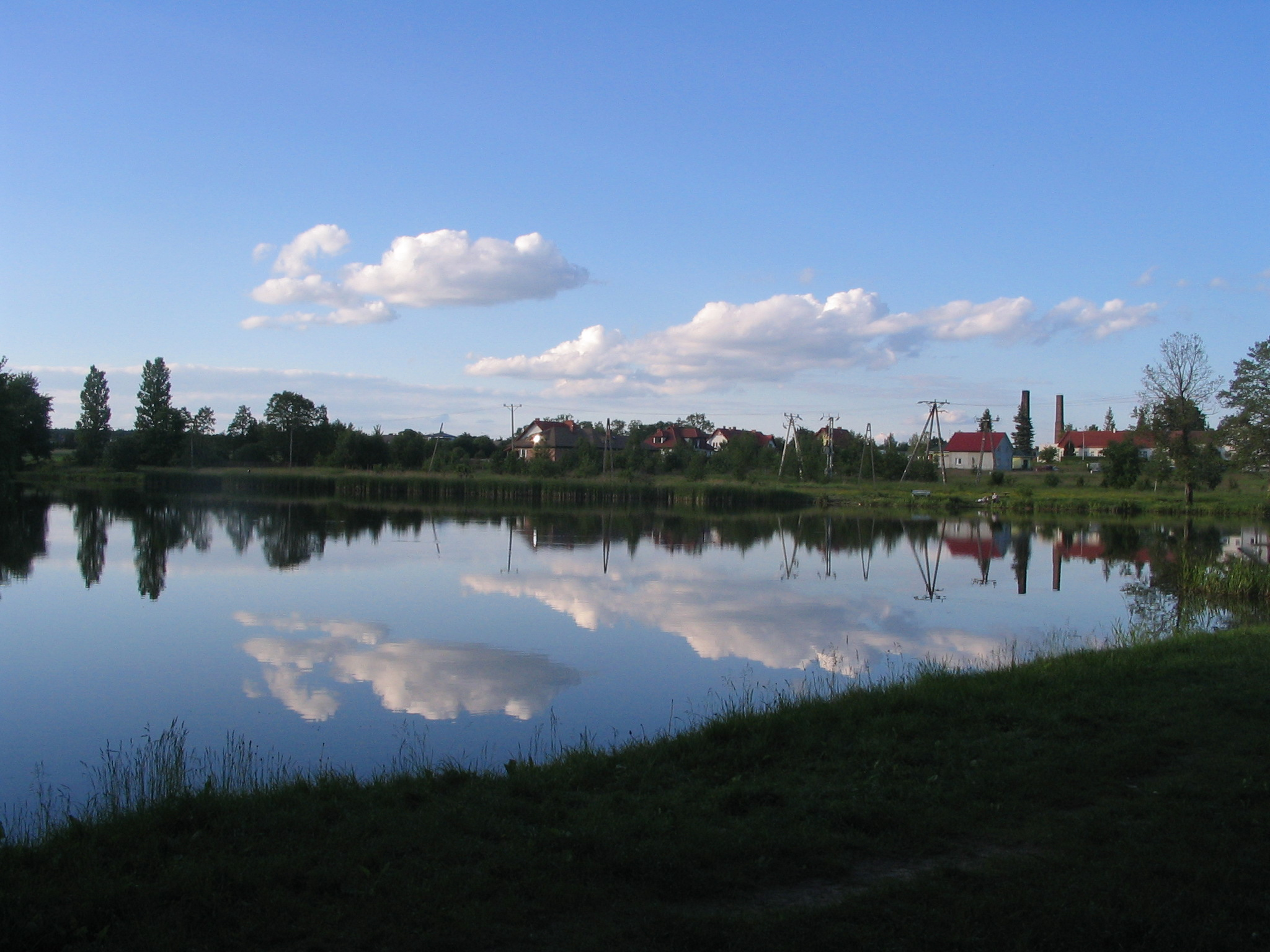
Laguna en Głogów, municipio cercano a Wysoka Głogowska
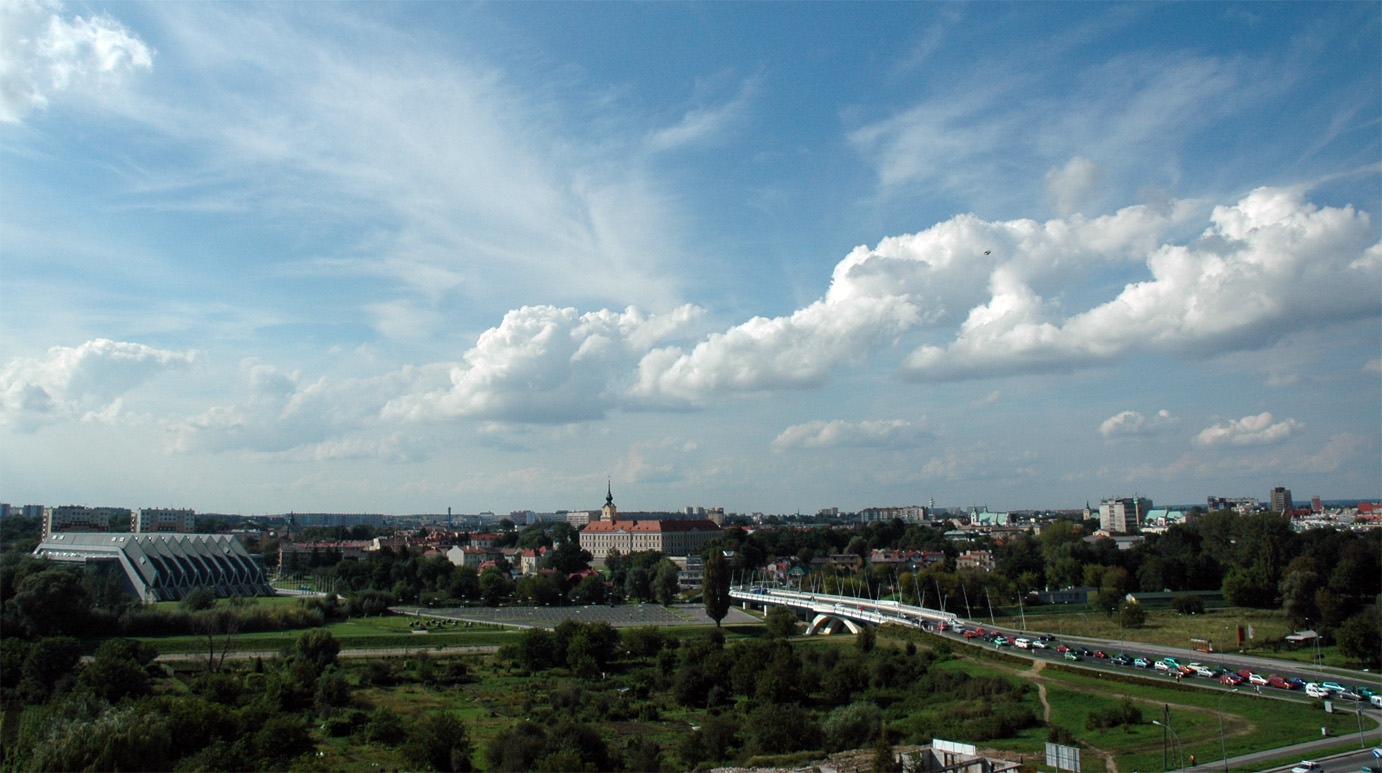
Vista de Rzeszów, la capital de la región donde se encuentra Wysoka Głogowska.